# Canappeville
Canappeville és un municipi francès situat al departament de l'Eure i a la regió de Normandia. L'any 2007 tenia 623 habitants.

## Demografia

### Població
El 2007 la població de fet de Canappeville era de 623 persones. Hi havia 220 famílies, de les quals 46 eren unipersonals (27 homes vivint sols i 19 dones vivint soles), 50 parelles sense fills, 112 parelles amb fills i 12 famílies monoparentals amb fills.
La població ha evolucionat segons el següent gràfic:
Habitants censats

### Habitatges
El 2007 hi havia 235 habitatges, 217 eren l'habitatge principal de la família, 15 eren segones residències i 4 estaven desocupats. 232 eren cases i 1 era un apartament. Dels 217 habitatges principals, 189 estaven ocupats pels seus propietaris, 25 estaven llogats i ocupats pels llogaters i 3 estaven cedits a títol gratuït; 1 tenia una cambra, 6 en tenien dues, 21 en tenien tres, 60 en tenien quatre i 129 en tenien cinc o més. 170 habitatges disposaven pel capbaix d'una plaça de pàrquing. A 73 habitatges hi havia un automòbil i a 133 n'hi havia dos o més.

### Piràmide de població
La piràmide de població per edats i sexe el 2009 era:
| Homes | Edats   | Dones |
| ----- | ------- | ----- |
| 0     | 95 o +  | 0     |
| 0     | 90 a 94 | 4     |
| 0     | 85 a 89 | 0     |
| 4     | 80 a 84 | 4     |
| 4     | 75 a 79 | 4     |
| 8     | 70 a 74 | 4     |
| 12    | 65 a 69 | 12    |
| 0     | 60 a 64 | 8     |
| 12    | 55 a 59 | 0     |
| 16    | 50 a 54 | 16    |
| 56    | 45 a 49 | 24    |
| 16    | 40 a 44 | 40    |
| 24    | 35 a 39 | 24    |
| 20    | 30 a 34 | 12    |
| 20    | 25 a 29 | 12    |
| 20    | 20 a 24 | 16    |
| 32    | 15 a 19 | 28    |
| 12    | 10 a 14 | 28    |
| 20    | 5 a 9   | 24    |
| 8     | 0 a 4   | 24    |

## Economia
El 2007 la població en edat de treballar era de 447 persones, 368 eren actives i 79 eren inactives. De les 368 persones actives 348 estaven ocupades (202 homes i 146 dones) i 20 estaven aturades (6 homes i 14 dones). De les 79 persones inactives 28 estaven jubilades, 25 estaven estudiant i 26 estaven classificades com a «altres inactius».

### Ingressos
El 2009 a Canappeville hi havia 218 unitats fiscals que integraven 605 persones, la mediana anual d'ingressos fiscals per persona era de 19.415 €.

### Activitats econòmiques
Dels 14 establiments que hi havia el 2007, 1 era d'una empresa de fabricació d'altres productes industrials, 4 d'empreses de construcció, 3 d'empreses de comerç i reparació d'automòbils, 1 d'una empresa de transport, 1 d'una empresa financera, 1 d'una empresa immobiliària i 3 d'empreses de serveis.
Dels 2 establiments de servei als particulars que hi havia el 2009, 1 era un guixaire pintor i 1 lampisteria.
L'any 2000 a Canappeville hi havia 15 explotacions agrícoles que ocupaven un total de 675 hectàrees.

## Equipaments sanitaris i escolars
El 2009 hi havia una escola elemental.

## Poblacions més properes
El següent diagrama mostra les poblacions més properes.